# Tanti auguri/New king's road
Tanti auguri è una canzone scritta da Gianni Bella per la musica e da Gino Paoli per il testo e cantata dalla cantante Marcella Bella nel 1987. 
Con questa canzone l'artista siciliana partecipa al 37º Festival di Sanremo, piazzandosi al 6º posto della classifica finale con 1.833.606 voti. Dopo il Festival, la canzone si piazza alla 12ª posizione massima dei singoli più venduti della kermesse.